# 尼玛江热乡
尼玛江热乡（藏語：ཉི་མ་ལྕང་རྭ་），是中华人民共和国西藏自治区拉萨市墨竹工卡县下辖的一个乡镇级行政单位。

## 行政区划
尼玛江热乡下辖以下地区：
帮达村、其玛卡村、仲达村、玛热村、章达村、羊日岗村和宗雪村。